# Anomis piriformis
Anomis piriformis är en fjärilsart som beskrevs av M.Gaede 1939. Anomis piriformis ingår i släktet Anomis och familjen nattflyn. Inga underarter finns listade i Catalogue of Life.